# Dragnet (serie televisiva 1951)
Dragnet  è una serie televisiva statunitense in 276 episodi trasmessi per la prima volta nel corso di 8 stagioni dal 1951 al 1959. La serie, del genere poliziesco e trasmessa anche in Italia, fu molto popolare negli Stati Uniti e originò una sequenza di sequel e remake protrattasi fino al 2004.

## Personaggi
- sergente Joe Friday (276 episodi, 1951-1959), interpretato da	Jack Webb.
- ufficiale Frank Smith (51 episodi, 1952-1959), interpretato da	Ben Alexander.
- Ray Pinker (29 episodi, 1952-1959), interpretato da	Olan Soule.
- dottor Hall (16 episodi, 1952-1958), interpretato da	Vic Perrin.
- Charles Zeeman Hopkins (15 episodi, 1952-1959), interpretato da	Ralph Moody.
- capitano Lohrman (15 episodi, 1953-1956), interpretato da	Walter Sande.
- Andrew Robertson (13 episodi, 1952-1955), interpretato da	Harry Bartell.
- capitano Glavas (13 episodi, 1955-1959), interpretato da	Art Balinger.
- Babe Kellogg (12 episodi, 1951-1959), interpretato da	Jack Kruschen.
- capitano Harry Didion (12 episodi, 1953-1956), interpretato da	Art Gilmore.
- Dale Eggers (11 episodi, 1952-1959), interpretato da	Herb Vigran.
- sergente Ed Jacobs (10 episodi, 1951-1952), interpretato da	Barney Phillips.
- ufficiale Frank Smith (10 episodi, 1952-1953), interpretato da	Herbert Ellis.
- Audrey Thompson (10 episodi, 1952-1955), interpretata da	Virginia Gregg.
- Arthur Schulte (10 episodi, 1952-1959), interpretato da	Bert Holland.
- Agnes Merton (9 episodi, 1954-1959), interpretata da	Lillian Powell.
- Edith Barson (8 episodi, 1954-1958), interpretata da	Natalie Masters.
- John Snyder (8 episodi, 1952-1957), interpretato da	Victor Rodman.
- Harry Talmadge (8 episodi, 1952-1958), interpretato da	Frank Gerstle.
- Charles Elliott (7 episodi, 1952-1955), interpretato da	Jonathan Hole.
- George Harris Litel Gramberg (7 episodi, 1952-1955), interpretato da	Paul Richards.
- Charles (7 episodi, 1954-1959), interpretato da	James Stone.
- sergente Lopez (7 episodi, 1952-1957), interpretato da	George Sawaya.
- Stanley Johnstone (7 episodi, 1952-1959), interpretato da	Sammy Ogg.
- Larry Thompson (7 episodi, 1953-1958), interpretato da	William Boyett.

## Produzione
La serie, ideata da Jack Webb, fu prodotta da Mark VII Ltd. e girata  a Los Angeles in California. Tra i registi della serie è accreditato lo stesso Jack Webb (59 episodi, 1951-1959) così come lo è tra gli sceneggiatori 	(275 episodi, 1951-1959). La voce all'apertura degli episodi è di	George Fenneman, quella alla chiusura di Hal Gibney.

## Distribuzione
La serie fu trasmessa negli Stati Uniti dal 1951 al 1959 sulla rete televisiva NBC.

## Episodi
| Stagione         | Episodi | Prima TV USA |
| ---------------- | ------- | ------------ |
| Prima stagione   | 14      | 1951-1952    |
| Seconda stagione | 33      | 1952-1953    |
| Terza stagione   | 39      | 1953-1954    |
| Quarta stagione  | 39      | 1954-1955    |
| Quinta stagione  | 39      | 1955-1956    |
| Sesta stagione   | 34      | 1956-1957    |
| Settima stagione | 39      | 1957-1958    |
| Ottava stagione  | 39      | 1958-1959    |

## Saga diDragnet
La serie di Dragnet è partita come radiodramma il 3 giugno 1949 e si è poi dipanata attraverso vari seguiti e rifacimenti in serie televisive, film per il cinema e per la televisione dal 1951 al 2004 come segue:
- Dragnet - serie televisiva trasmessa dal 1951 al 1959 (inedita in Italia).
- Mandato di cattura (Dragnet) - film del 1954 diretto da Jack Webb.
- Dragnet - serie televisiva trasmessa dal 1967 al 1970. La serie cambiò nome negli Stati Uniti per ogni stagione con l'aggiunta dell'anno di trasmissione della stagione al titolo (da Dragnet 1967 a Dragnet 1970).
- Dragnet 1966 - film per la televisione del 1969 diretto da Jack Webb.
- La retata (Dragnet) - film del 1987 diretto da Tom Mankiewicz.
- Dragnet (Dragnet o The New Dragnet) - serie televisiva trasmessa dal 1989 al 1990.
- Dragnet (Dragnet o L.A. Dragnet) - serie televisiva trasmessa dal 2003 al 2004.